# Oiardo
Oiardo officiellement en basque ou Oyardo en espagnol est une commune ou une contrée appartenant à la municipalité d'Urkabustaiz dans la province d'Alava, située dans la Communauté autonome basque en Espagne.